# Adesmia argentea
Adesmia argentea är en ärtväxtart som beskrevs av Franz Julius Ferdinand Meyen. Adesmia argentea ingår i släktet Adesmia och familjen ärtväxter. Inga underarter finns listade i Catalogue of Life.